# Ситцы
Ситцы (бел. Сі́тцы) — агрогородок в Докшицком районе Витебской области Беларусь. Административный центр Ситцевского сельсовета.

## История
Впервые Ситцы упоминаются в исторических источниках в 1558 году при разделе наследства Юрия Семёновича Олельковича-Слуцкого. Первоначально Ситцы были двором в крупном имении Волколата. К Ситцам принадлежали 23 семьи подданных крестьян, панцирный боярин Миколай Доктор и "челядь невольная", которая являлась слугами двора. Во время раздела двор Ситцы был отделён от волколатских владений, присоединён к имению Долгиново и признан собственностью Софьи Юрьевны Слуцкой, которая была женой Юрия Ходкевича.
Возможно, в это время в Ситцах могла существовала православная церковь, так как в документе упоминаются "церкви" в имении Долгиново. Однако их количество и локализация не уточняются.
В 1567 году двор ("дворец") Ситцы вновь упоминается в качестве владения Юрия Ходкевича.
В XVII веке в деревне был укреплённый замок с дворцом и хозяйственными постройками (принадлежал семье Бжостовских).
Потом вместе с угодьями выкуплен родом Домейко, известным представителем которых был Игнатий Домейко. В собственности у Домейко была оранжерея, сад и плиточный заводик (фамильная плитка — на стенах отдельных сельских построек).
В 1939 году деревня вошла в состав БССР. Потомки Домейко были раскулачены и отправились за рубеж.
Благодаря государственной программе деревня стала агрогородком, а местный колхоз приобрёл статус частного предприятия. Парк и имение числятся на историческом балансе.

## Население
- 1999 год — 785 человек
- 2001 год — 782 человек, 323 дворов
- 2009 год — 704 человек
- 2019 год — 583 человек

## Культура
- Музей ГУО "Ситцевская средняя школа Докшицкого района"
- Историко-культурный музей

## Достопримечательности
- Уникальный парк с многовековым дубом (недавно исполнилось 500 лет) и воротами на въезде.
- Усадебно-парковый комплекс Домейко: фрагменты парка и брамы.  Историко-культурная ценность Республики Беларусь, шифр 212Г000448. От дворца остались колонны и фрагменты подвала, где — просторные комнаты с характерной кладкой из красного кирпича и мощные запоры. Земля в подвальных залах разрыта, стены покрыты копотью от факелов и свечей (благодаря искателям сокровищ).
- Сырница (2-я половина XVIII в.).
- Свято-Георгиевская церковь (1913).
- Дуб-великан — ботанический памятник природы республиканского значения.

### Памятник, скульптура
- Памятник землякам.

## Галерея

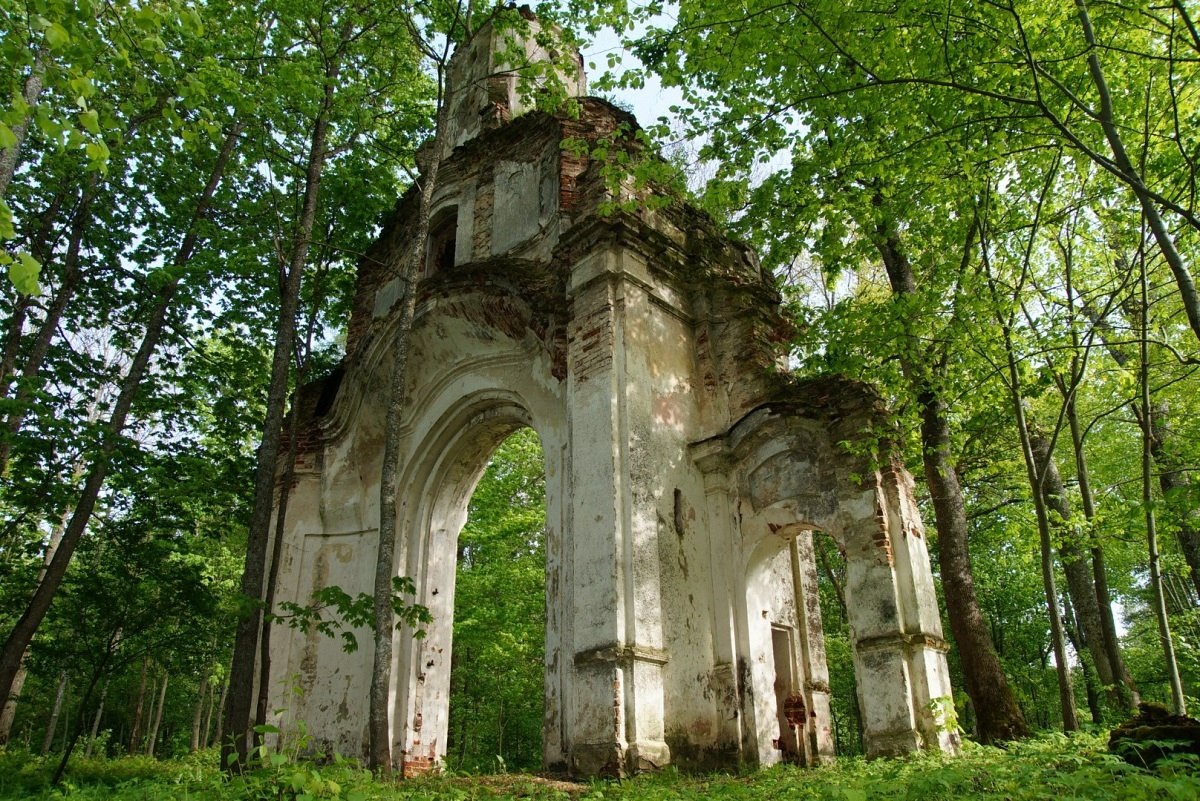
Усадебная брама
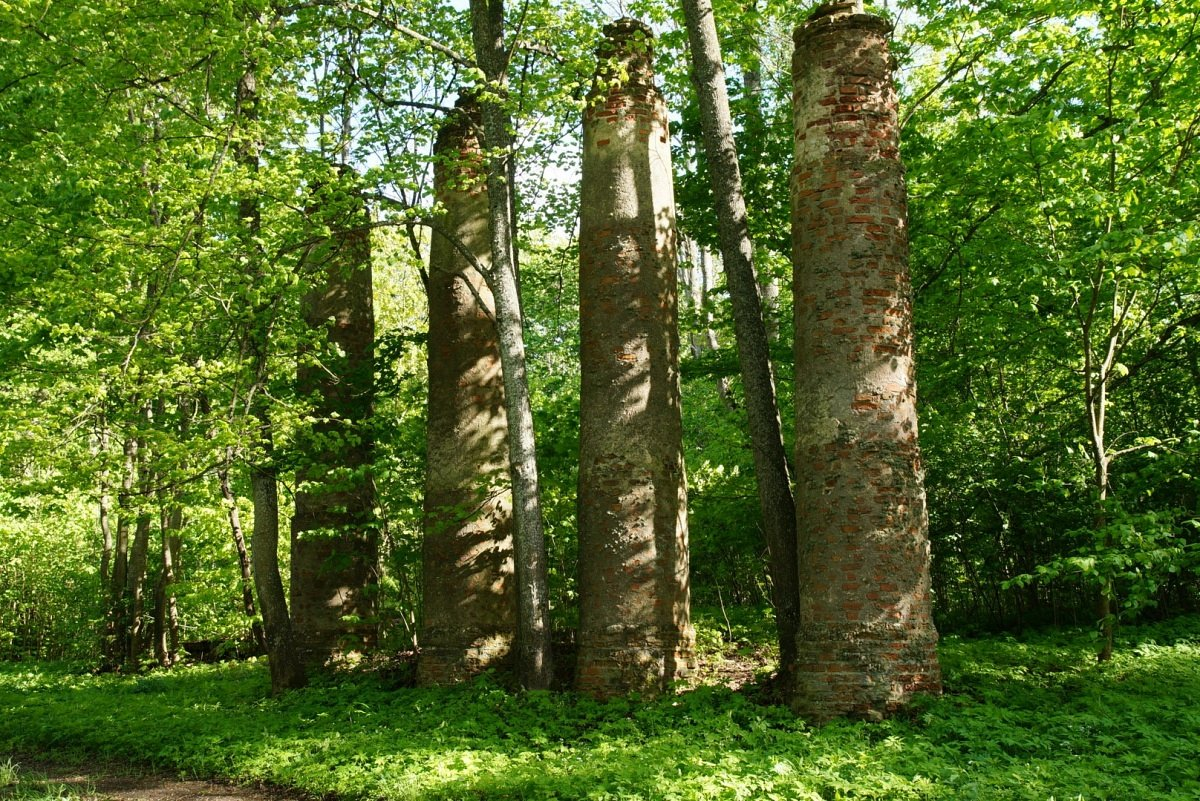
Фрагменты усадьбы. Колонны
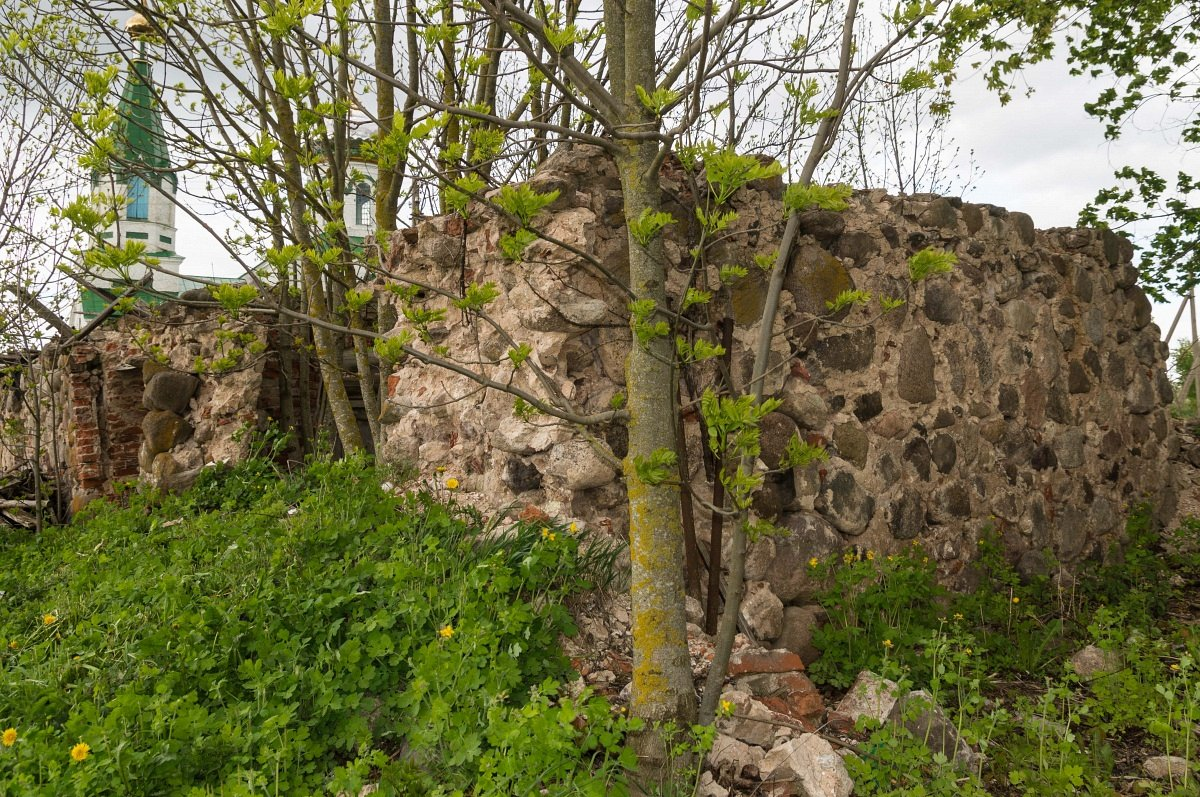
Руины
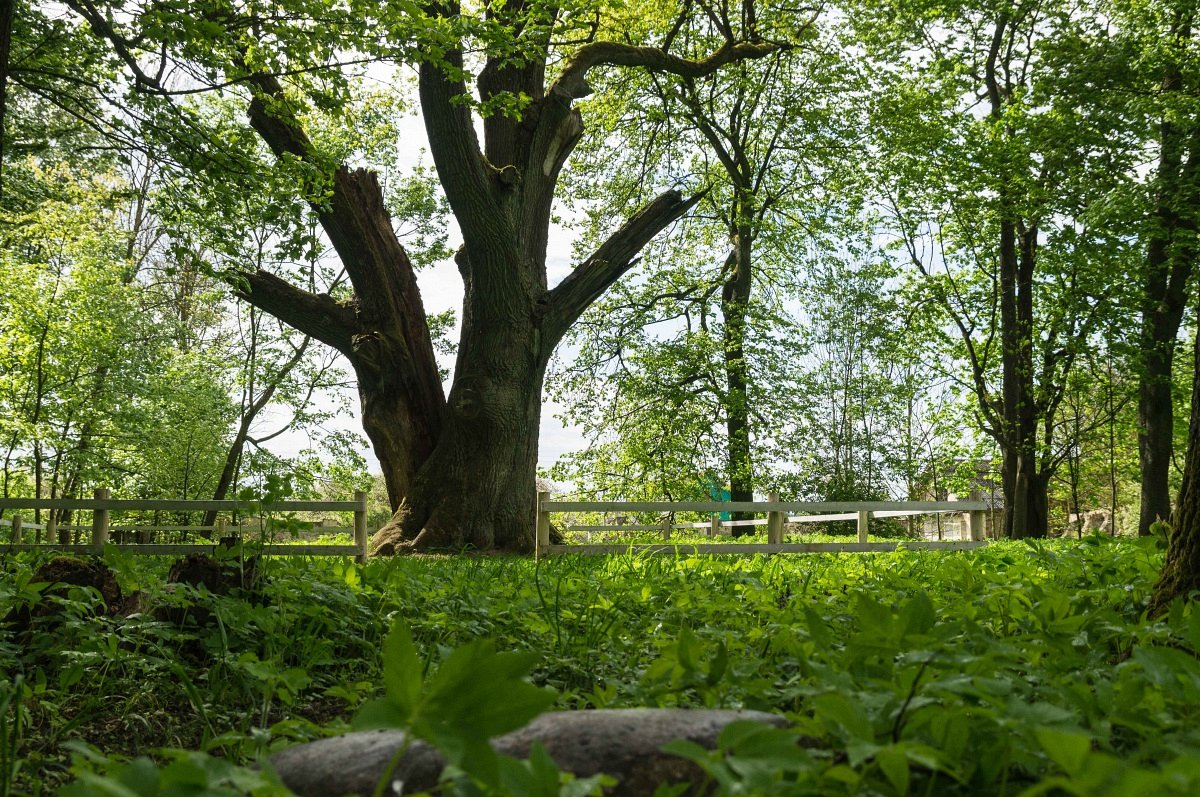
Дуб-великан
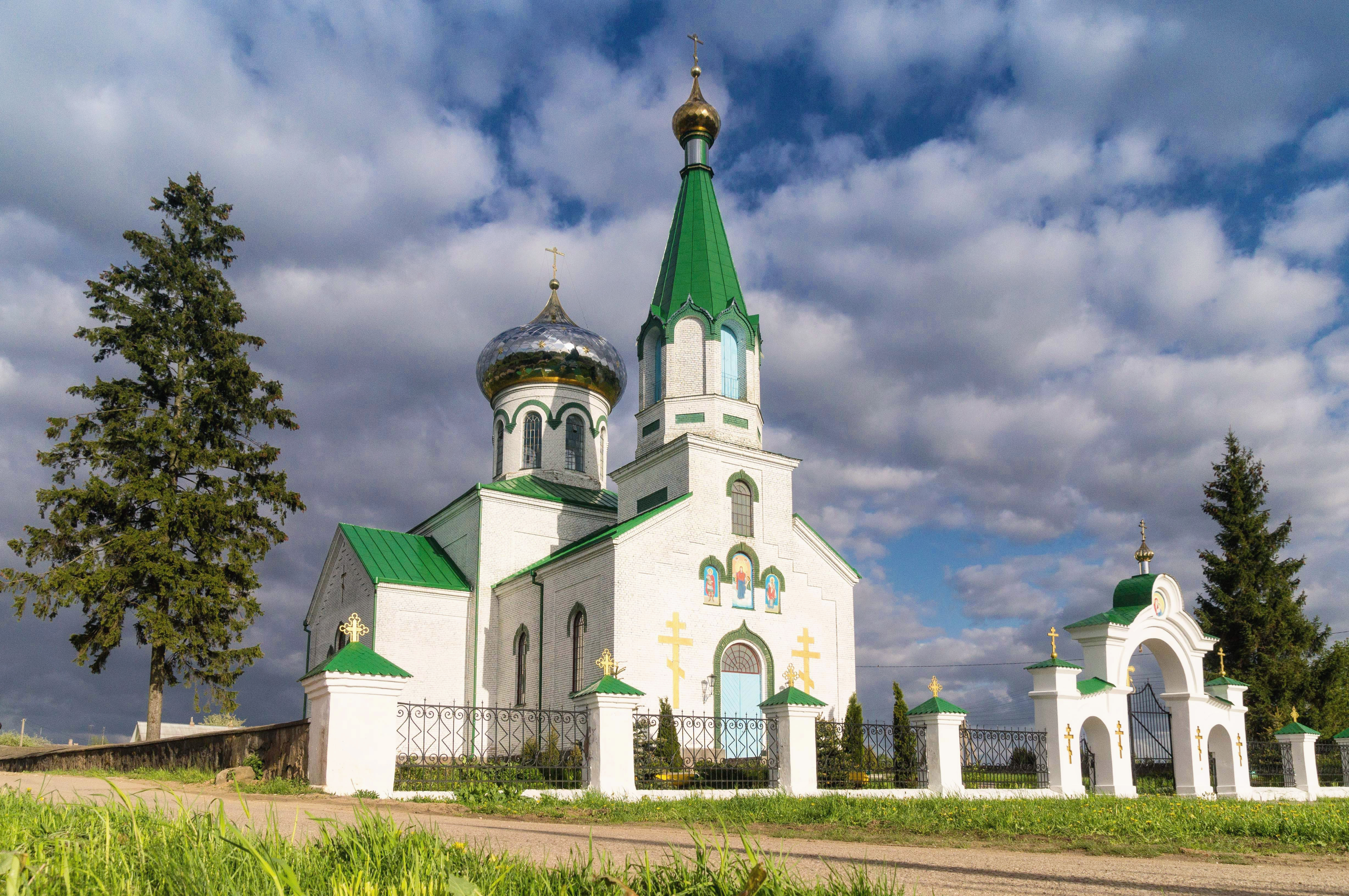
Свято-Георгиевская церковь
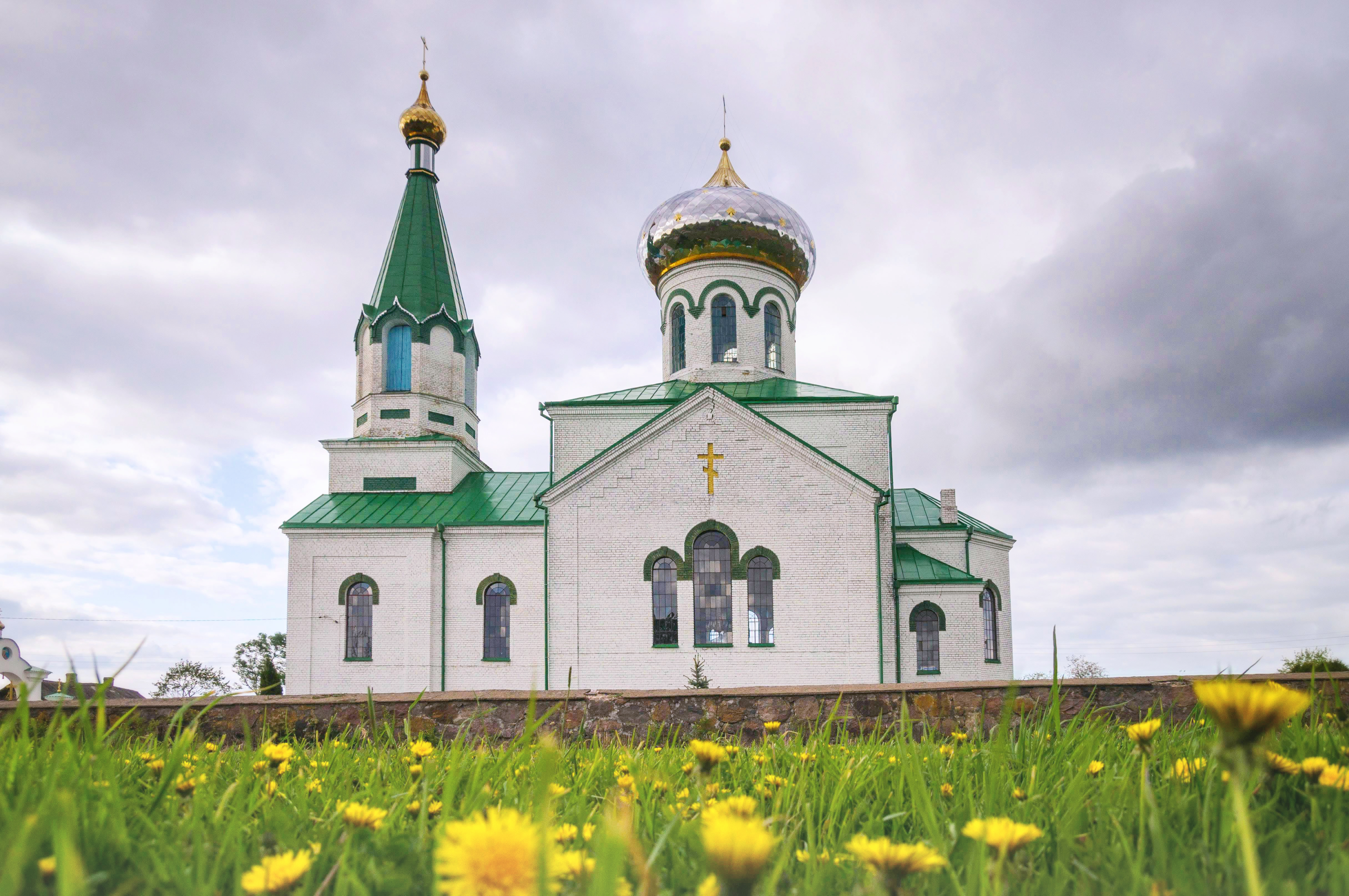
Свято-Георгиевская церковь
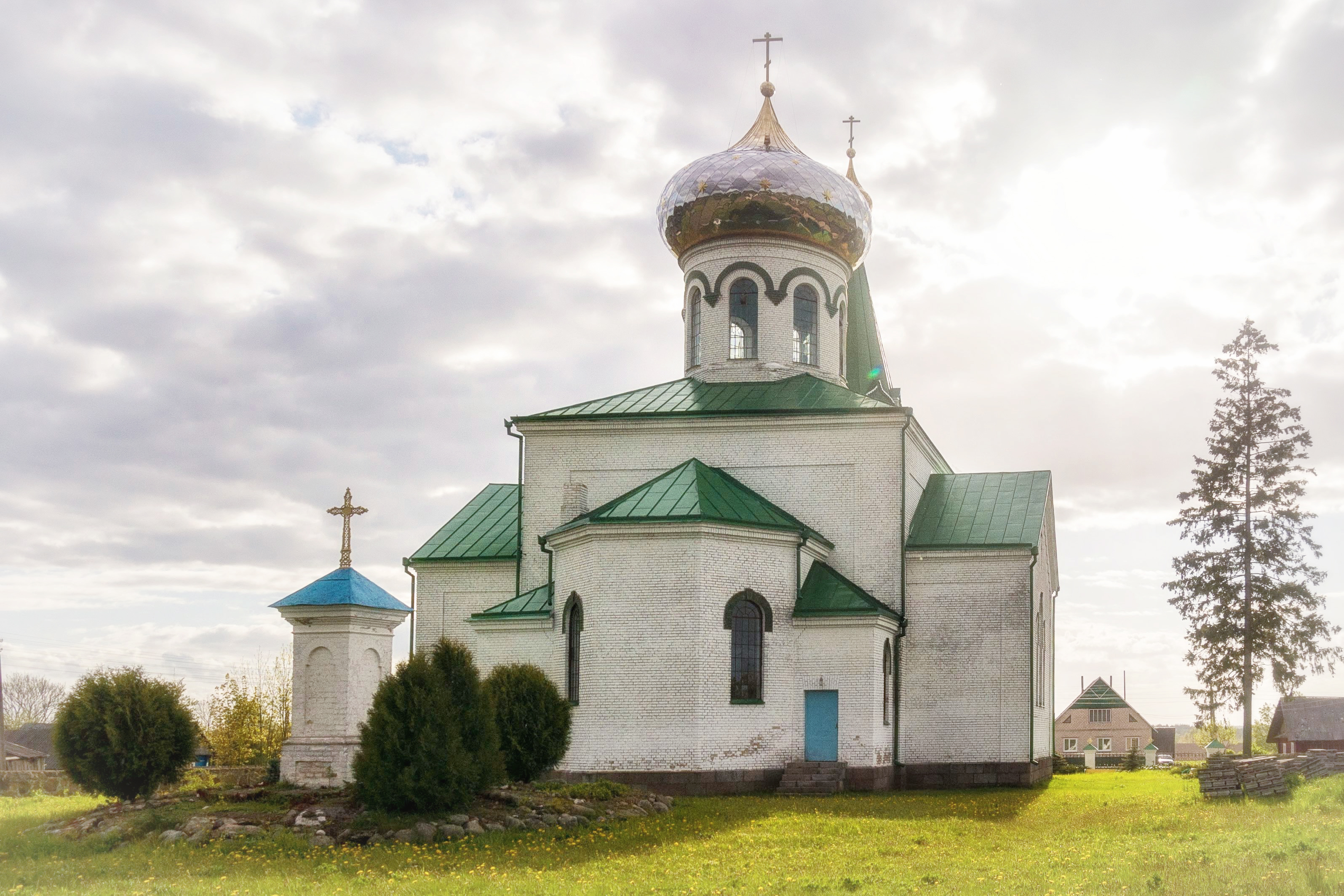
Свято-Георгиевская церковь
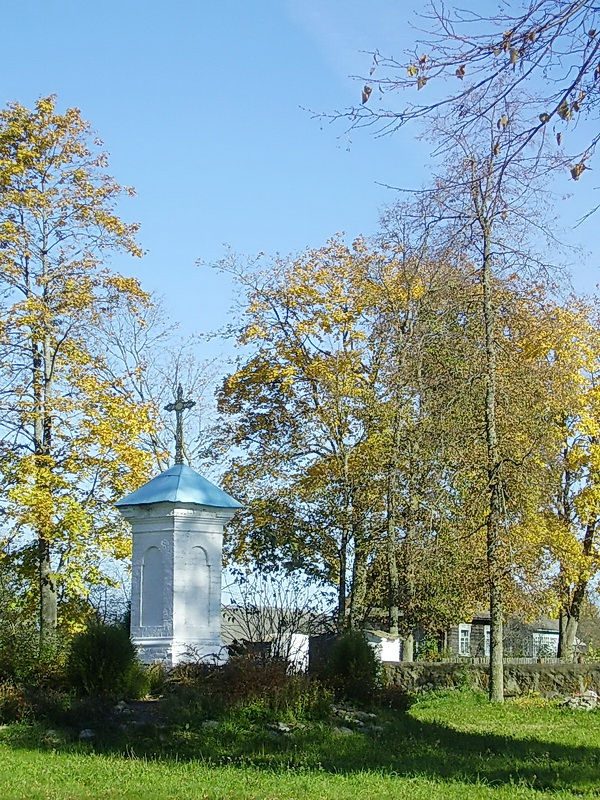
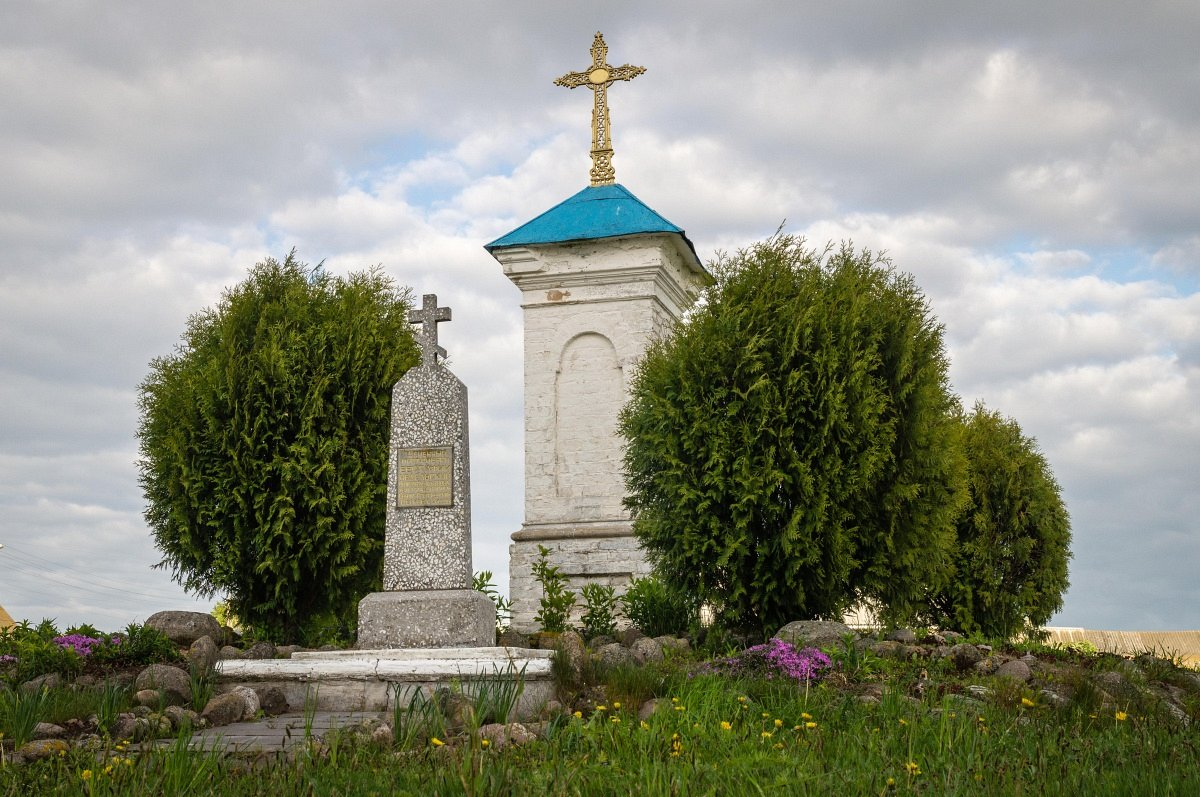
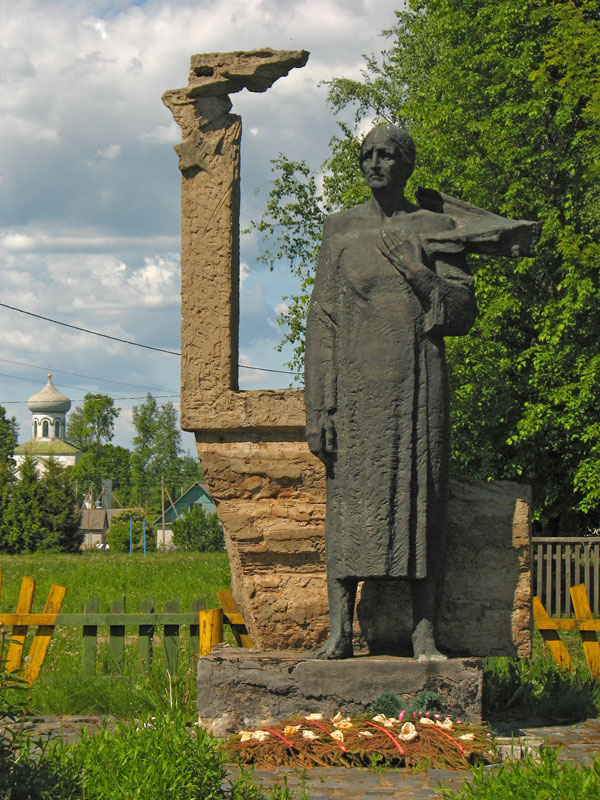